# Ceracupes yui
Ceracupes yui es una especie de coleóptero de la familia Passalidae.

## Distribución geográfica
Habita en Taiwán.